# 습윤 대륙성 기후

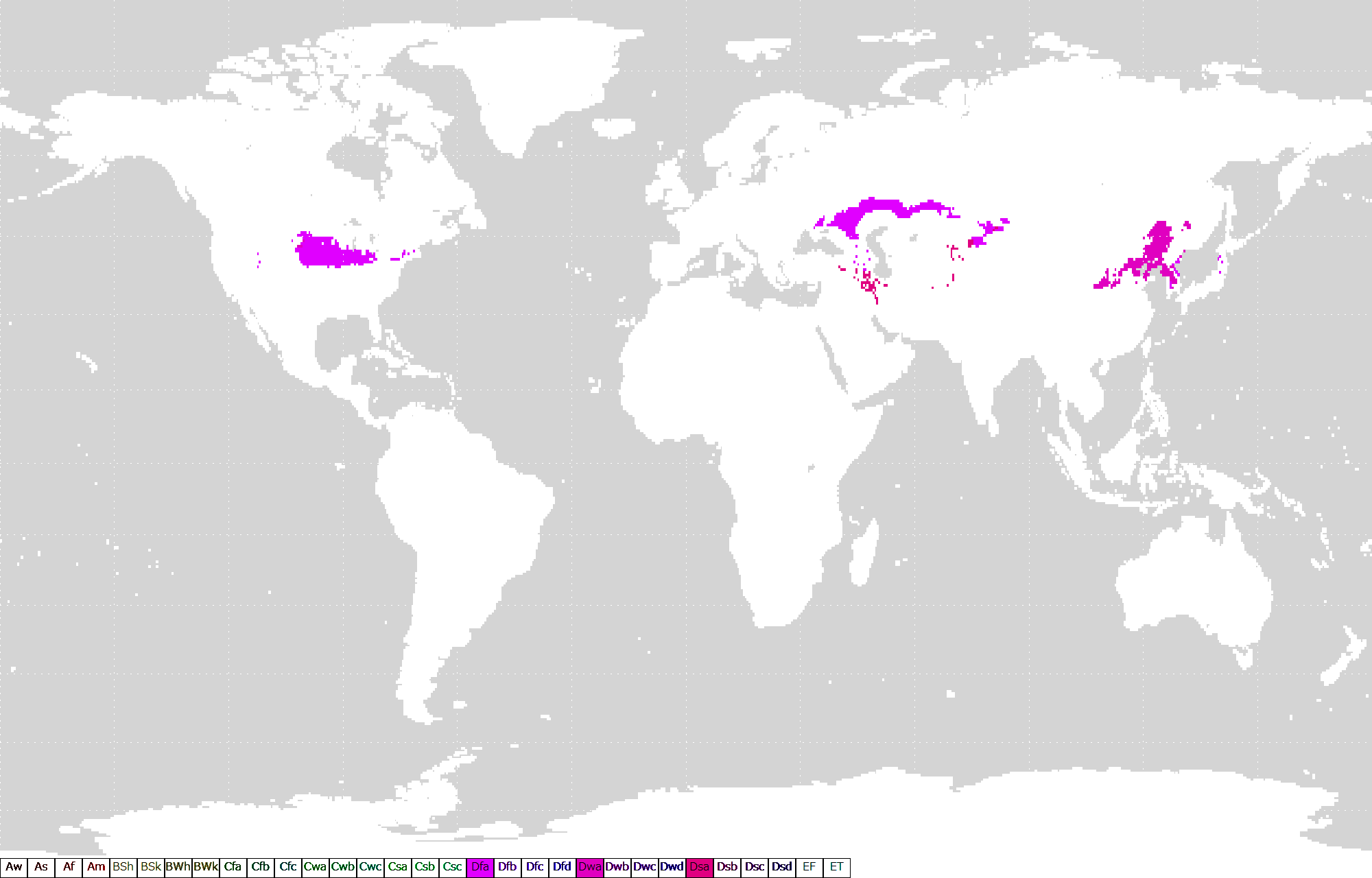
습윤 대륙성 기후 중 더운 여름 지역의 분포 모습.

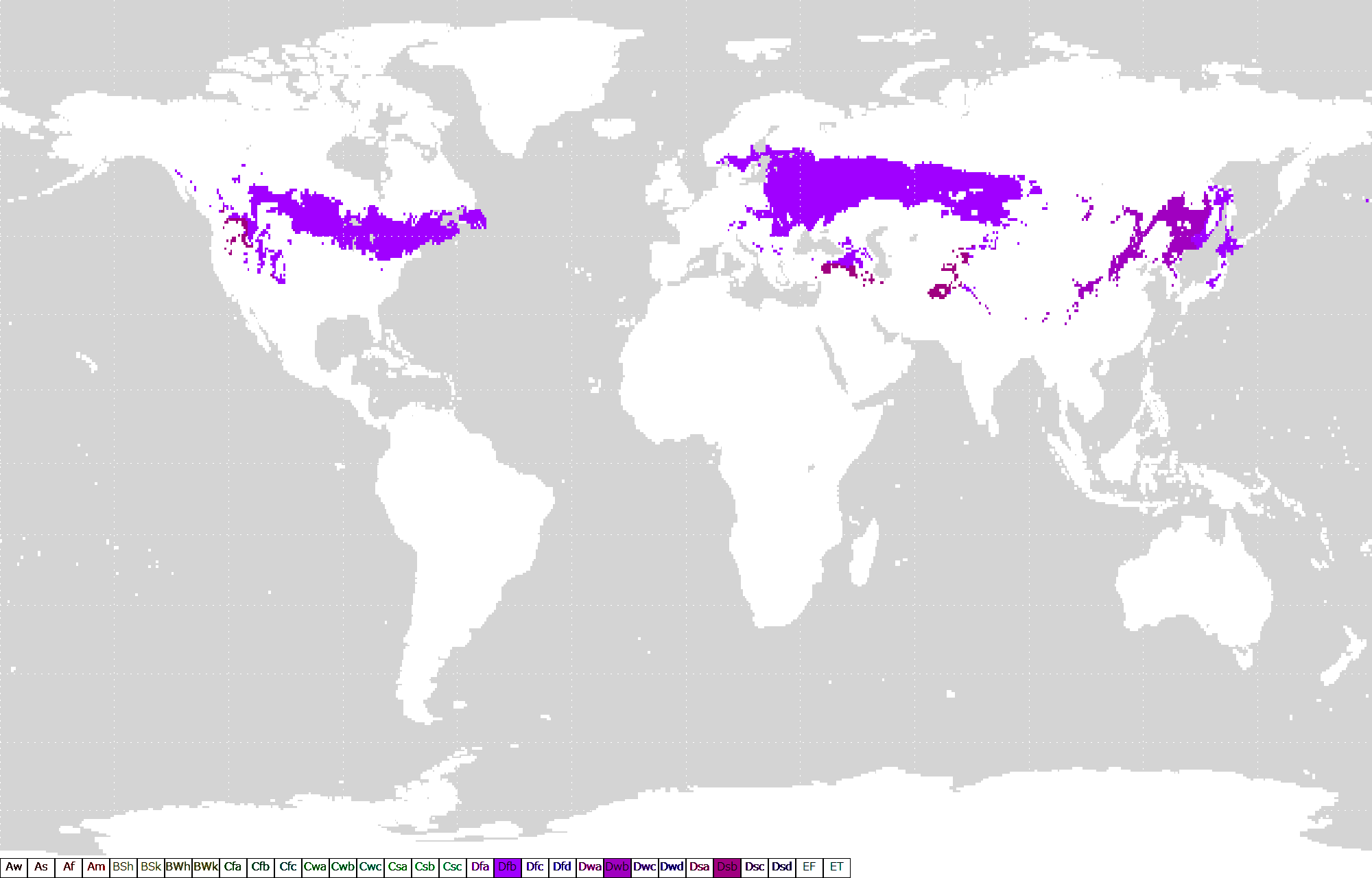
습윤 대륙성 기후 중 따뜻한 여름 지역의 분포 모습.

습윤 대륙성 기후(濕潤大陸性氣候)는 쾨펜의 기후 구분에서 냉대 기후에 속하는 기후 중 하나이다. 습윤 대륙성 기후는 날씨 유형이 다양하고 계절적 온도 변화가 크다는 특징이 있다. 최한월과 최난월의 온도 차이는 온화한 해양의 영향에서 멀어지는 내륙으로 갈수록 커진다. 여름 농업으로 감자, 밀, 연맥, 콩 등을 재배할 수 있다. 주로 북아메리카와 유럽, 아시아에서 두드러진다.
대한민국 북부 내륙 지역과 남부의 일부 산악지대, 조선민주주의인민공화국 대부분, 일본의 홋카이도 대부분 및 혼슈 도호쿠 지방과 니가타현, 중국의 동북(東北)·화북(華北) 일대에서 주로 드러난다.

## 같이 보기
- 쾨펜의 기후 구분
- 냉대기후